# Бромовіруси
Бромовіруси (Bromoviridae) — РНК-вмісні віруси рослин.

## Морфологія віріонів
Прості віруси. Капсид має ікосаедричну симетрію. Діаметр часточки 26-35 нм. Віріони складаються з кількох нуклеокапсидів різної довжини, але однакового діаметра. Зовнішня оболонка відсутня. Форма віріонів: паличкоподібні або ікосаедричні.

## Фізико–хімічні та фізичні властивості
Молекулярна маса віріонів Mr =3.5-6.9x106. Плавуча густина CsCl = 1.35-1.37 г/см³. Коефіцієнт седиментації S = 63- 99S.
Віріони витримують нагрівання до 60оС, нестабільні в присутності двовалентних катіонів (але є винятки), при дії сильних аніонних детергентів (SDS) та фенолу.

## Геном
Тип нуклеїнової кислоти: Сегментована, лінійна ssRNA(+),становить 14-25 % маси віріону. Складається з трьох сегментів: RNA1(3.4 kb), RNA2 (3.1 kb), RNA3 (2.2 kb). Всі сегменти RNA на 5’-кінці мають сар, а 3’-кінець має тРНК-подібну аміноацильовану структуру. Геном кодує 4 білки ( у ВОМ та деяких ін. представників - 5). RNA1 та RNA2 мають по одній рамці зчитування – ORF1а та ORF2а (у ВОМ RNA2 має дод. ORF2b), та виступають як матричні RNA. RNA3 містить гени 2 білків – СР і МР, причому МР транслюється з RNA3 (2.2 kb), а СР – з sgRNA4 (1 kb), яка є транскриптом нон-сенс копії RNA3.
Геном реплікуєтся в цитоплазмі, цикл звичайний для (+)РНК вірусів.

## Склад віріону
4 білки. Структурний білок: СР (капсидний білок, 20-24 kDa). 
Три не структурні білки: 
- білок 1а (94kDa), скл. з двох доменів: один має гелі казну активність(участь у реплікації), інший – метилтрансферазну (приєдн. сар до 5’-кінця).
- білок 2А (94kDa), РНК-залежна РНК-полімераза.
- MP (movement protein, 30 kDa), транспорт вірусу через плазмодесми.

У деяких видів є білок 2В (11 kDa), що є продуктом RNA2 (ORF2b) і виступає супресором посттранскрипційного сайленсингу генів. 
Ліпіди і вуглеводи не виявлені.

## Антигенні властивості
Нативні віріони є слабкими антигенами, том потребують фіксації формальдегідом, після чого можуть бути виявлені серологічно.

## Біологічні властивості
(на прикладі типового представника: вірус огіркової мозаїки)
Господар: хвороба вражає абсолютно всі гарбузові культури, вражає понад 700 видів рослин, і зареєстрована на томаті, фізалісі, салаті, капусті та інших рослинах. Вірус вражає рослини, як у полі, так і в закритому ґрунті. Перші симптоми захворювання помітні на розсаді і проявляються вони на листках у вигляді світлих хлоротичних «мармурових», пізніше відмираючих ділянок. Зменшується кількість жіночих квіток, міжвузля коротшають, плоди набувають світло-зелене забарвлення. На світлому тлі можна розгледіти темно-зелені плями, схожі на бородавки.
Шляхи передачі в природі: переважно векторами
Переносники: передається різними видами сисних комах (в основному, попелицями) і зберігається в тканинах бур'янів. Резерваторами інфекції є осот польовий, жоржини, гладіолуси, цинії, канни, флокси і т. д. Зараження вірусом іноді відбувається при механічному травмуванні рослин під час проведення агротехнічних робіт або при зривання плодів. З насінням огірків вірус не передається. 
Географічне розповсюдження: по всій земній кулі разом з культурними рослинами.
Тропізм: клітини мезофілу, епідермісу, продихів.
Патологічні зміни: Сім'ядолі уражених сходів жовтіють, а на молодих листках проявляються крапки. Згодом листя зморщується, зростання сповільнюється. Часткова або повна загибель рослин спостерігається в умовах зниженої температури.

## Профілактика та лікування
(на прикладі типового представника: вірус огіркової мозаїки)
Ліки відсутні. Захисні заходи зосереджені на профілактиці захворювання.
- Вирощування сортів і гібридів, що володіють стійкістю до CMV.
- Не рекомендується вирощувати огірки на ділянках, які сусідять з плантаціями декоративних рослин (якщо останні сприйнятливі до вірусу).
- Дезінфекція інструментів і садово-городнього інвентарю.
- Знищення хворих рослин.
- Своєчасне проведення заходів зі знищення бур'янів і шкідників.